# Lyford South
Lyford South és una concentració de població designada pel cens dels Estats Units a l'estat de Texas. Segons el cens del 2000 tenia 172 habitants.

## Demografia
Segons el cens del 2000, Lyford South tenia 172 habitants, 49 habitatges, i 44 famílies. La densitat de població era de 332 habitants/km².
Dels 49 habitatges en un 42,9% hi vivien nens de menys de 18 anys, en un 61,2% hi vivien parelles casades, en un 24,5% dones solteres, i en un 8,2% no eren unitats familiars. En el 6,1% dels habitatges hi vivien persones soles el 2% de les quals corresponia a persones de 65 anys o més que vivien soles. El nombre mitjà de persones vivint en cada habitatge era de 3,51 i el nombre mitjà de persones que vivien en cada família era de 3,6.
Per edats la població es repartia de la següent manera: un 30,8% tenia menys de 18 anys, un 7% entre 18 i 24, un 31,4% entre 25 i 44, un 19,2% de 45 a 60 i un 11,6% 65 anys o més.
L'edat mediana era de 33 anys. Per cada 100 dones de 18 o més anys hi havia 80,3 homes.
La renda mediana per habitatge era de 15.156 $ i la renda mediana per família de 15.156 $. Els homes tenien una renda mediana de 15.125 $ mentre que les dones 20.278 $. La renda per capita de la població era de 6.466 $. Aproximadament el 39,7% de les famílies i el 47,9% de la població estaven per davall del llindar de pobresa.

## Poblacions més properes
El següent diagrama mostra les poblacions més properes.